# 羅斯希爾 (阿拉巴馬州)
羅斯希爾（英語：Rose Hill）是一個位於美國阿拉巴馬州卡溫頓縣的非建制地區。該地的面積和人口皆未知。

## 地理
羅斯希爾的座標為31°26′58″N 86°20′22″W / 31.44944°N 86.33944°W，而該地最高點為海拔高度132米（即433英尺）。